# Союз польских харцеров

Флаг Союза польских харцеров

Союз польских харцеров (пол. Związek Harcerstwa Polskiego, ZHP) — польская национальная скаутская организация, с перерывами действующая с 1909—1910 года по настоящее время. Польское слово «харцер» (произн. харцеж, пол. harcerz) происходит от названия польских «гарцовников» — рыцарей, которые, выезжая вперед перед войсками противоборствующих армий, сражались в первом поединке.

## История

### Зарождение движения
Первые группы польских скаутов возникли в 1910 году во Львове, который тогда входил в состав австрийской Галиции. Основателем польского скаутского движения принято считать Анджея Малковского, который перевёл на польский язык книгу генерала Баден-Пауэлла «Скаутинг для мальчиков». Помощь в организации польского скаутинга оказывали польская ветвь сокольского движения и студенческое антиалкогольное общество «Элеусис». С самого начала польское скаутское движение, как и весь скаутинг вообще, носило милитаризованный характер. Подростков учили пользоваться оружием, ориентироваться на местности, методам разведки, не забывая о постоянной кооперации и строгих правилах поведения, господствующих в команде. В 1912 вышла книга профессора Евгения Пясецкого, в которой вводилось слово «харцер». Этим словом, происходящим от названия рыцарей-гарцовников, сражающихся в первом поединке, было заменено английское слово «скаут» («разведчик», «проводник»). Евгений Пясецкий считал, что польский харцер — это не только тот, кто показывает другим дорогу (разведчик, проводник), но также и тот, кто первым вступает в поединок, первый вступается за своих близких.

### Период между Первой и Второй мировыми войнами

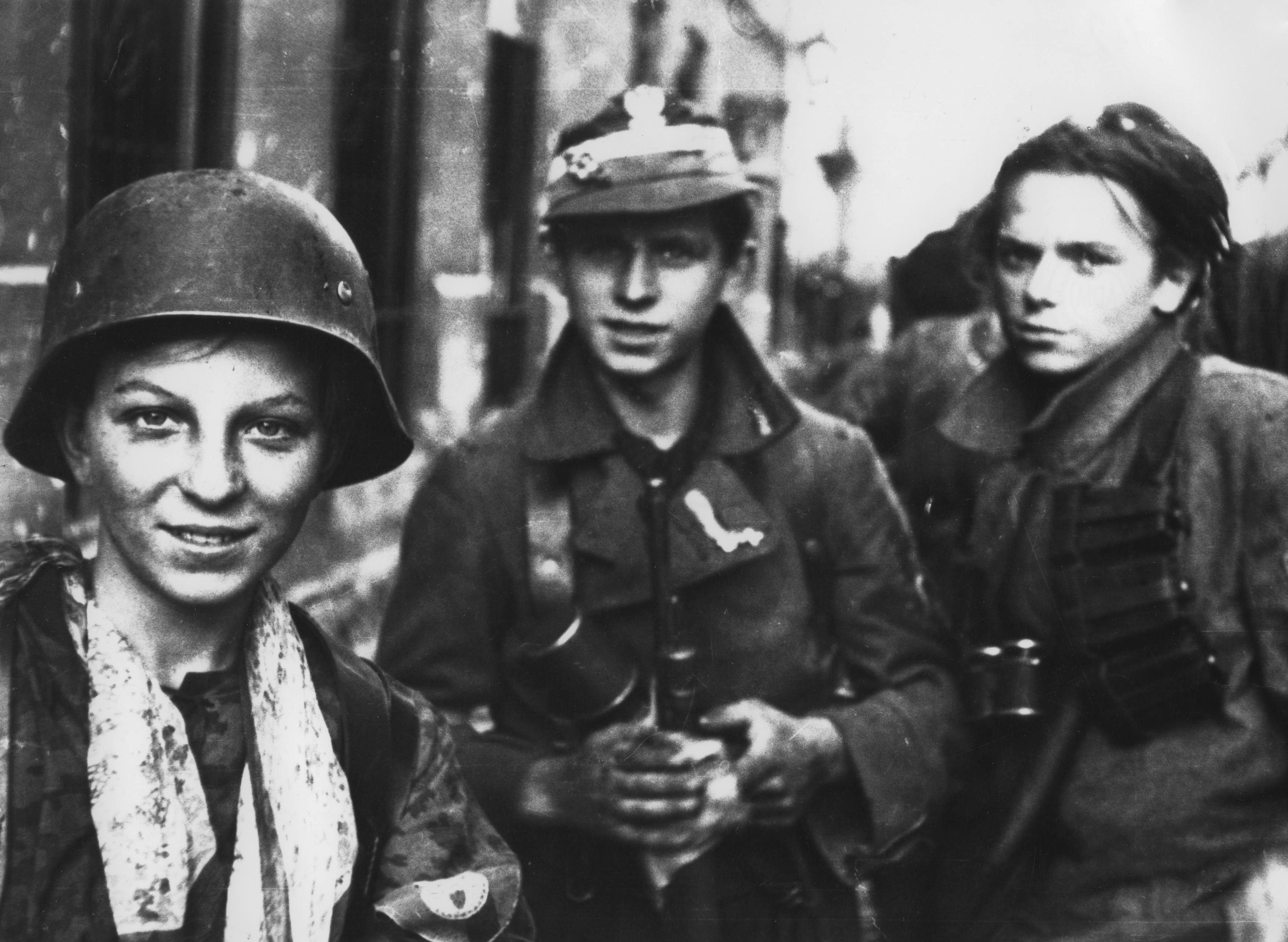
Харцеры — участники Варшавского восстания

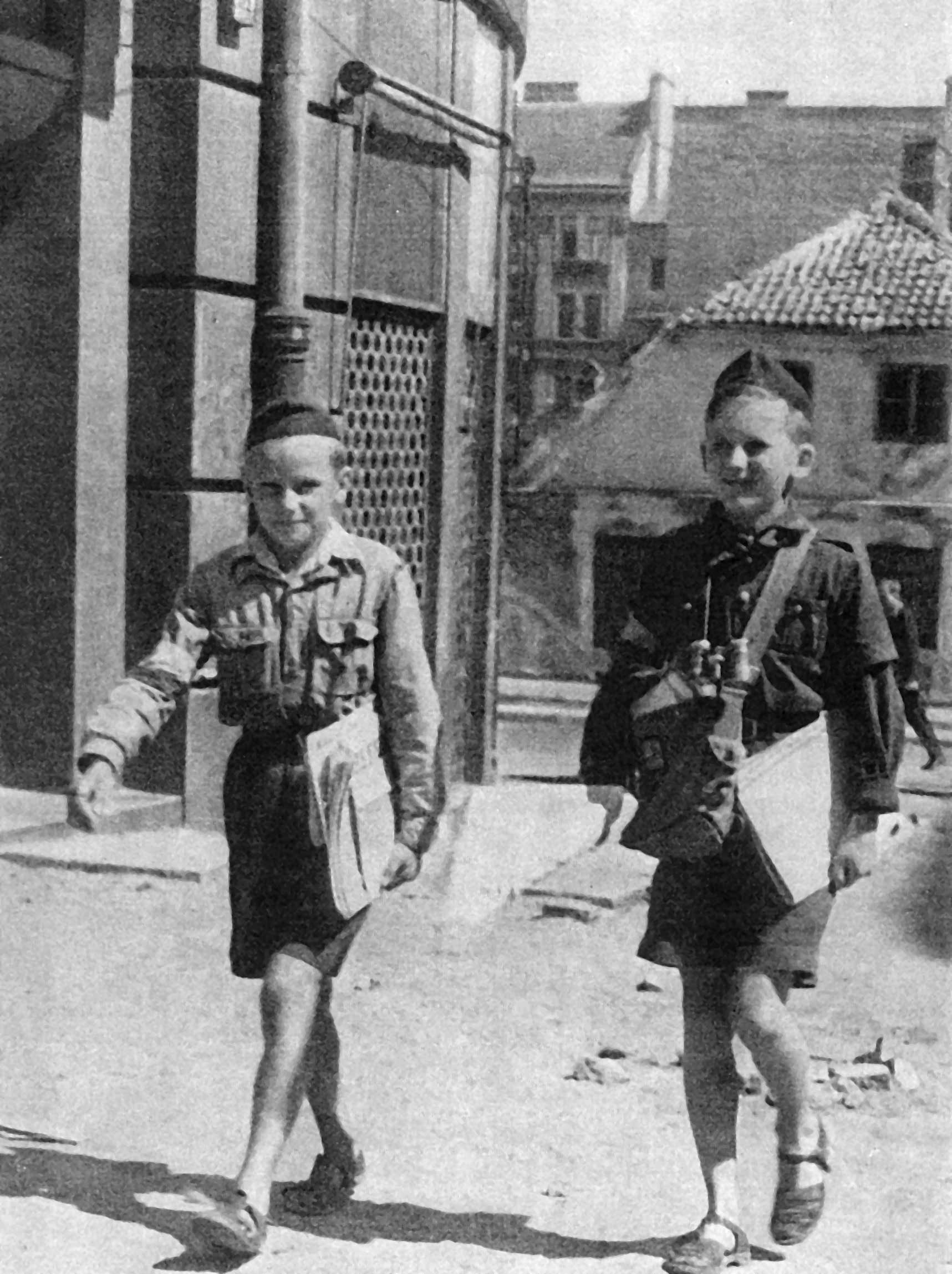
Харцерская полевая почта во время восстания

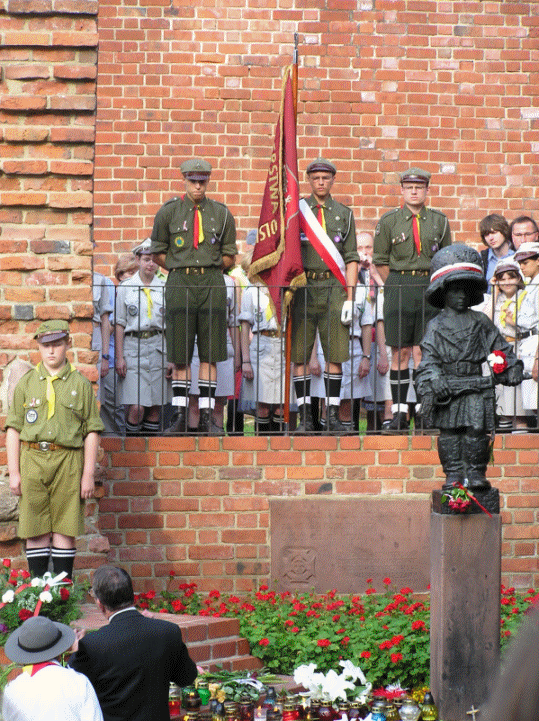
Современные харцеры у памятника «Маленький повстанец»

Различные харцерские группы в 1918 году объединились в единую организацию — Союз Польских Харцеров. В межвоенный период польское харцерство превратилось в мощное молодёжное движение. Перед второй мировой оно насчитывало 200 тыс. человек.

### Вторая мировая война. «Серые шеренги»
С падением Польши в сентябре 1939 г. харцерские организации были запрещены немецкими оккупационными властями, многие активисты арестованы и казнены. Массовые аресты скаутов были проведены и на территории, оккупированной СССР. Однако уже 27 сентября 1939 г., то есть накануне падения Варшавы, на собрании харцерских инструкторов в Варшаве было постановлено создать подпольную харцерскую организацию, которая бы действовала в условиях немецкой и советской оккупаций. Организация получила название «Серые шеренги». Организацию возглавил 24-летний харцмистр Флориан Марциняк («Новак»), а после его ареста немцами и казни в начале 1944 г. — харцмистр Станислав Броневский («Орша»).
«Серые шеренги» в свою очередь делились на три организации по возрастам: «Zawisza» для младшего, «B.S.» (Bojowe Szkoły, «боевые школы») для среднего и «G.S.» (Grupy Szturmowe, Штурмовые группы) — для старшего, то есть для молодых людей уже призывного возраста (верхняя возрастная граница организации была тогда выше, чем впоследствии). Младшие харцеры использовались для разведки и наблюдения за немцами, передачи корреспонденции и т. д. харцеры среднего возраста участвовали в акциях «малого саботажа» (организация «Wawer») — писали на стенах антинемецкие лозунги (в том числе акция «работай медленно»), вывешивали польские флаги, распространяли листовки, срывали демонстрацию немецких фильмов, а также обучались боевому делу на специальных курсах. Непосредственно в боевых акциях участвовали «штурмовые группы». Все харцеры, находившиеся в Варшаве в момент начала Варшавского восстания 1944 года, приняли в нём активное участие. В восстании участвовали харцерские батальоны: «Зоська», «Парасоль», «Вигры»; кроме того была харцерская рота «Густав» и харцерские взводы в других частях; девушки-харцерки были санитарками, работали на пунктах питания; почтовое сообщение в восстании осуществлялось исключительно харцерами.

### Харцеры в период социализма
После конца немецкой оккупации в 1945 союз польских харцеров был восстановлен. Однако ПОРП старалась поставить его под свой контроль. В результате в 1950 СПХ был включен в структуру Союза польской молодёжи и приближен по своим принципам и символике к пионерскому движению. В 1956 СПХ был восстановлен под прежним названием, уже как организация, построенная на социалистических принципах.
СПХ входил в Федерацию социалистических союзов польской молодёжи, Всемирную федерацию демократической молодёжи и созданную при ней СИМЕА — Международный комитет детских и юношеских организаций. Движение друзей СПХ, зародившееся в 1958, объединяло представителей общественных организаций, принимающих активное участие в работе союза, Во главе Главного совета друзей СПХ — министр национальной обороны ПНР. В 1977 союз имел свыше 2,7 млн членов, в том числе 100 тыс. инструкторов.

### Харцерство в настоящее время
После распада советского блока и падения власти ПОРП в Польше численность харцеров резко сократилась, от союза откололись несколько новых харцерских организаций.
В настоящее время в СПХ имеет около 100 тыс. членов, продолжая оставаться крупной молодёжной организацией.

## Приветствие харцеров
Приветствием харцеров является «Czuwaj!» — «Бодрствуй!», «Бди!».

## Структура
Союз состоит из отрядов зухов (пол. zuch — смельчак) — детей 8—11 лет, младших харцеров (12—14), старших харцеров (до 16 лет) и вендровцев (пол. wędrowiec — путешественник) до 21 года. Базовой единицей является дружина (Drużyna), состоящая примерно из 20 человек, на уровне воеводств - хоругви (Chorągwi), на уровне поветов и городов воеводского подчинения - хуфцы (Hufiec).

## Награды
- Орден «Знамя Труда» I степени (1973)[4]
- Орден «Крест Грюнвальда» II степени (1985)[4]
- Медаль «Pro Memoria»[пол.] (2005)
- Почётный знак «За заслуги в защите прав детей»[пол.] (2018)[5]
- Медаль[пол.] им. доктора Г. Йордана (2018)[6]
- Специальный знак «Друг ребёнка» (2018)[6]
- Медаль Св. Иоанна Павла II (2018)[6]